# Ludwig Maximilian von Biegeleben
Ludwig Maximilian von Biegeleben, seit 1893 Freiherr von Biegeleben (* 10. Januar 1849 in Darmstadt; † 2. Oktober 1921 ebenda) war ein preußischer Generalmajor.

## Leben

### Herkunft
Er entstammte dem Adelsgeschlecht von Biegeleben und war der Sohn von Maximilian von Biegeleben (1813–1899) und dessen Ehefrau Emma, geborene von Biegeleben (1817–1893). Sein Vater war Großherzoglich-Hessischer Finanzminister, Mitglied des Reichstages und am 23. Januar 1893 durch Großherzog Ernst Ludwig in den erblichen Freiherrnstand erhoben worden.

### Militärkarriere
Biegeleben trat während des Deutschen Krieges am 1. Juli 1866 als Freiwilliger in das Reiterregiment der Großherzoglich Hessischen Armee ein. Hier wurde er am 29. Juli 1866 zum Sekondeleutnant befördert. Als solcher nahm er am Krieg gegen Frankreich teil, wurde am 1. November 1870 Regimentsadjutant. Für seine Leistungen zeichnete man ihn mit dem Eisernen Kreuz II. Klasse und dem Ritterkreuz I. Klasse des Ordens Philipps des Großmütigen mit Schwertern aus.
Nach dem Friedensschluss stieg Biegeleben Ende November 1871 zum Premierleutnant auf und wurde vom 1. November 1874 bis 30. September 1876 zum Militärreitinstitut Hannover kommandiert. Als Rittmeister folgte im April 1881 seine Versetzung in das 1. Hannoversche Ulanen-Regiment Nr. 13. Dort am 8. April 1890 zum Major befördert, wurde Biegeleben am 18. April 1893 als etatmäßiger Stabsoffizier in das Leib-Dragoner-Regiment (2. Großherzoglich Hessisches) Nr. 24 versetzt. Am 12. September 1896 wurde er zum Kommandeur des Ulanen-Regiments „Kaiser Alexander II. von Rußland“ (1. Brandenburgisches) Nr. 3 ernannt und in dieser Stellung am 22. März 1897 zum Oberstleutnant sowie am 22. Mai 1899 zum Oberst befördert. Unter Entbindung von diesem Kommando beauftragt man Biegeleben am 16. März 1901 mit der Führung der 13. Kavallerie-Brigade in Münster. Nach seiner Ernennung zum Kommandeur am 14. November 1901 befehligte er diese Brigade bis zum 21. April 1902. Anschließend wurde Biegeleben unter Verleihung des Charakters als Generalmajor mit der gesetzlichen Pension zur Disposition gestellt.
Nach seiner Verabschiedung war Biegeleben seit 1907 Kammerherr am Großherzoglichen Hof in Darmstadt.
Er war Ritter des Roten Adlerordens III. Klasse mit Schleife, des Kronenordens II. Klasse, Kommandeur des St. Alexander-Ordens und des Ordens der Heiligen Anna II. Klasse.

### Familie
Biegeleben war mit Therese Freiin von Esebeck (* 1854) verheiratet. Aus der Ehe gingen die beiden Töchter Elisabeth (* 1887) und Agnes (* 1892) sowie der spätere Generalleutnant Arnold von Biegeleben hervor.